# Notholaena montieliae
Notholaena montieliae är en kantbräkenväxtart som beskrevs av George Yatskievych och Arbelaez. Notholaena montieliae ingår i släktet Notholaena och familjen Pteridaceae. Inga underarter finns listade.